# Josh Duhamel
Josh Duhamel, ameriški filmski in televizijski igralec, * 14. november 1972, Minot, Severna Dakota, Združene države Amerike.
Najbolj znan je po vlogah v TV seriji Las Vegas in v filmu Transformerji.